# Micromenia
Micromenia is een geslacht van wormmollusken uit de  familie van de Dondersiidae.

## Soorten
- Micromenia fodiens (Schwabl, 1955)
- Micromenia simplex Leloup, 1948
- Micromenia subrubra Salvini-Plawen, 2003